# Kostel Nanebevzetí Panny Marie (Valašská Bystřice)
Kostel Nanebevzetí Panny Marie je římskokatolický kostel v obci Valašská Bystřice v okrese Vsetín. Nachází se ve středu obce a slouží ke konání pravidelných bohoslužeb. Je farním kostelem farnosti Valašská Bystřice.

## Historie kostela[1]
Hlavní podíl na výstavbě kostela ve Valašské Bystřici má portášský poručík a valašskobystřický fojt Jiří Křenek. Na stavbu kostela daroval potřebné dřevo a jeho zásluhou bylo získáno 4 000 zlatých ze jmění zašovského kostela. Dalším velkým přispěvatelem byl majitel panství hrabě Michal ze Žerotína, který věnoval částku 500 zlatých a nechal nalámat 100 sáhů kamene na stavbu kostela. Na základním kameni nad hlavním vchodem je uveden letopočet 1772, který připomíná datum zahájení stavby kostela, kterou vedl stavitel František Tahlerr z Fulneku. Kostel byl vysvěcen 18. října 1778.

## Galerie

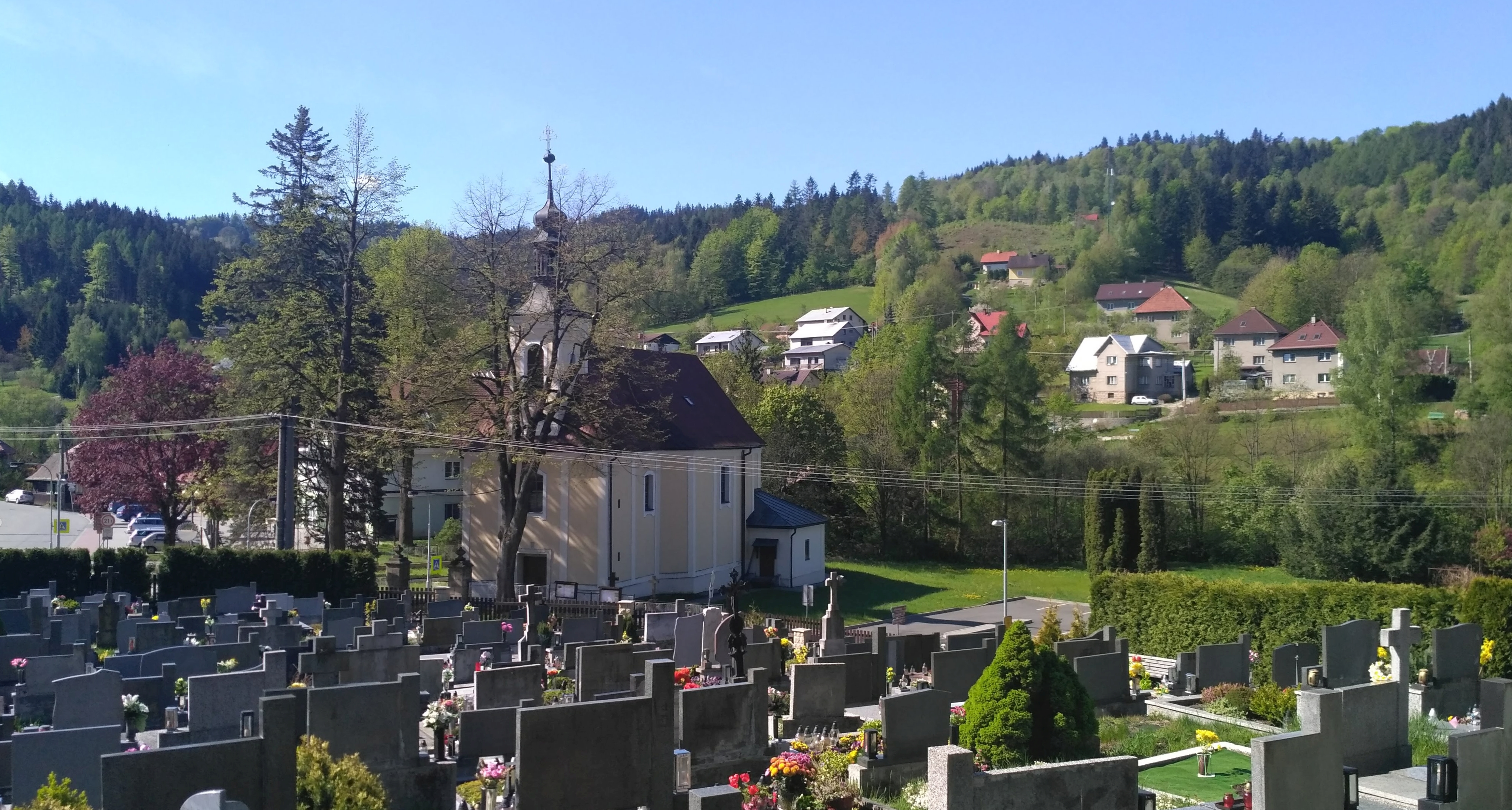
Pohled ze hřbitova
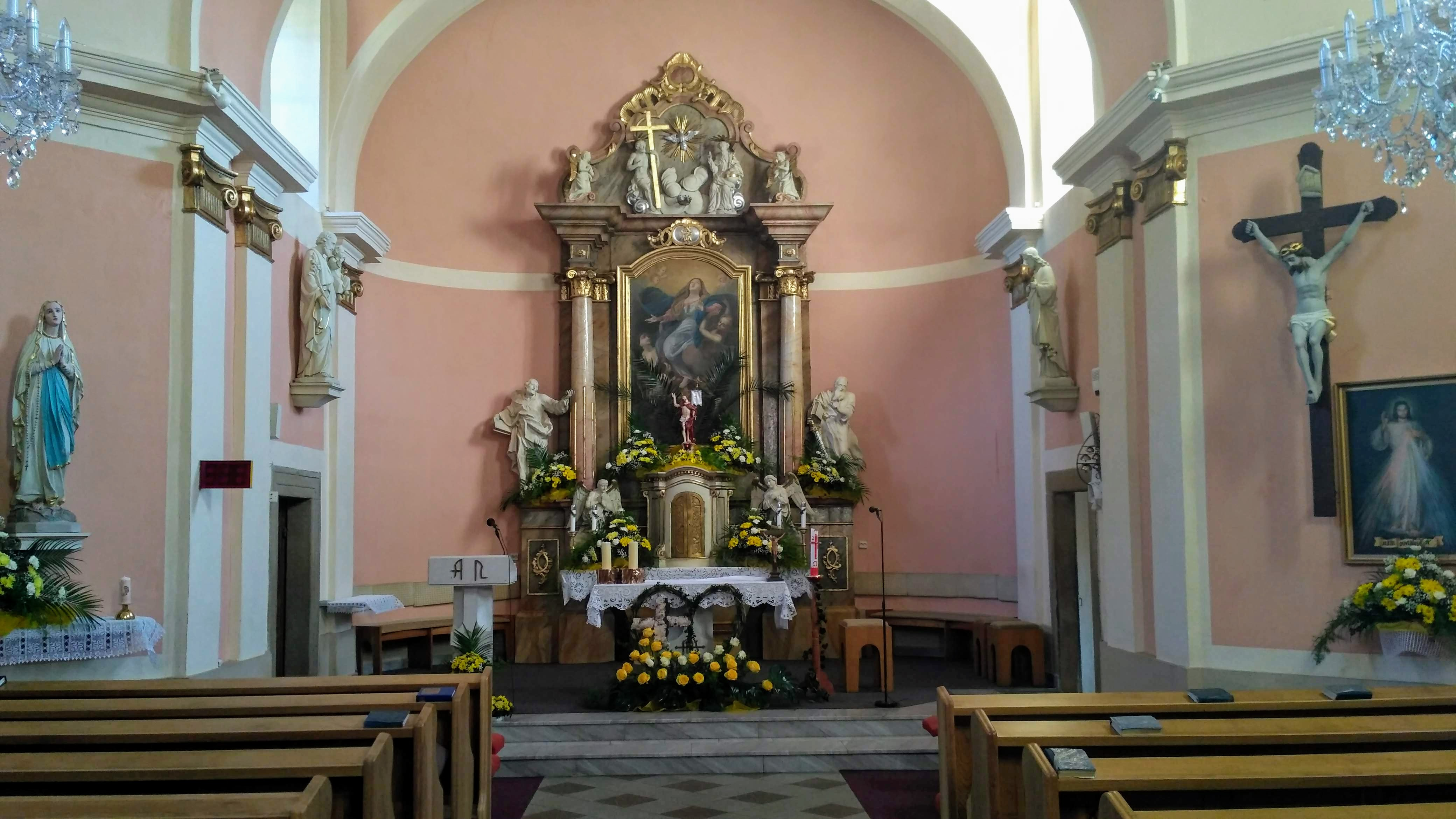
Presbytář a oltář
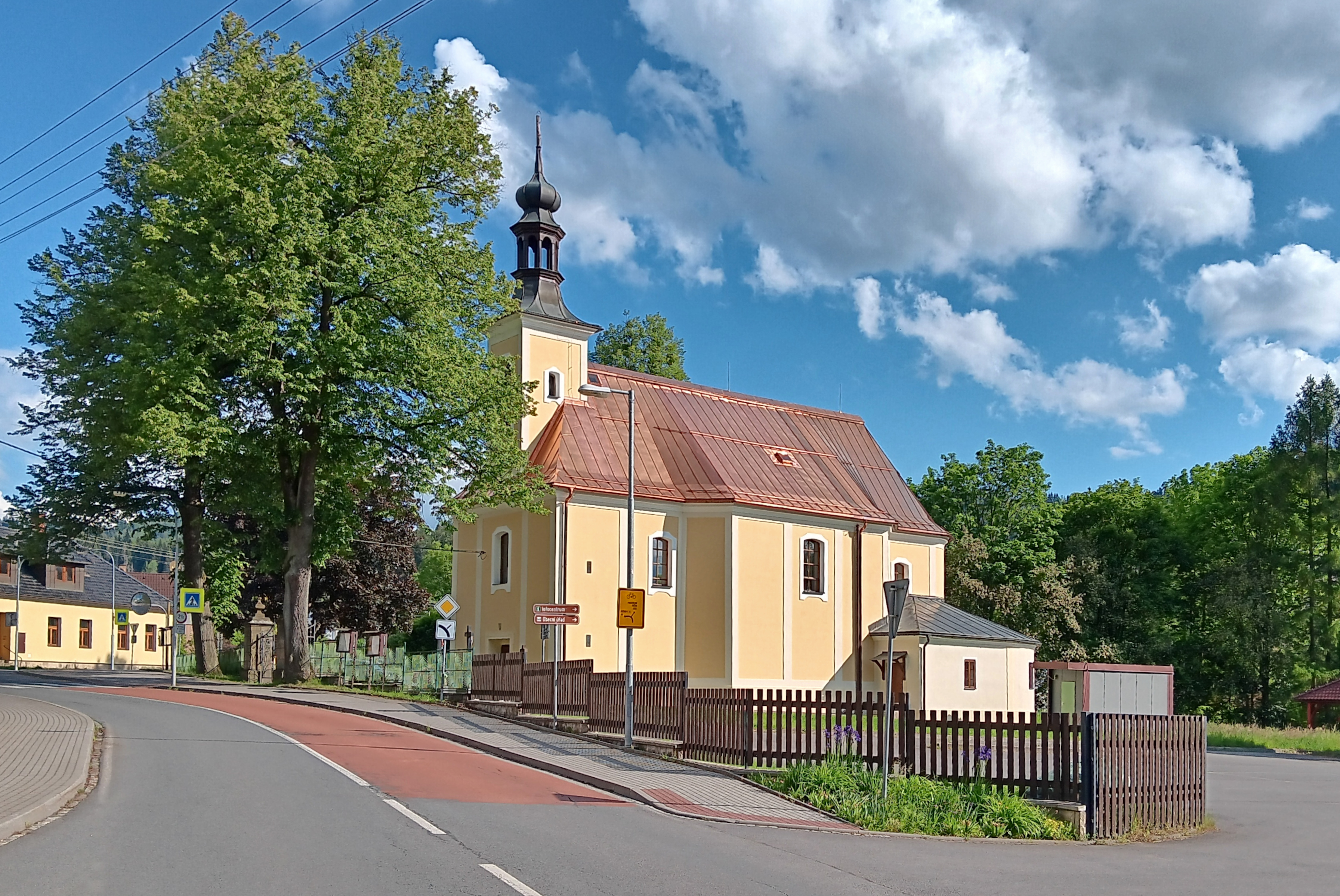
Pohled z hlavní silnice